# Architectuur van de Californische missies

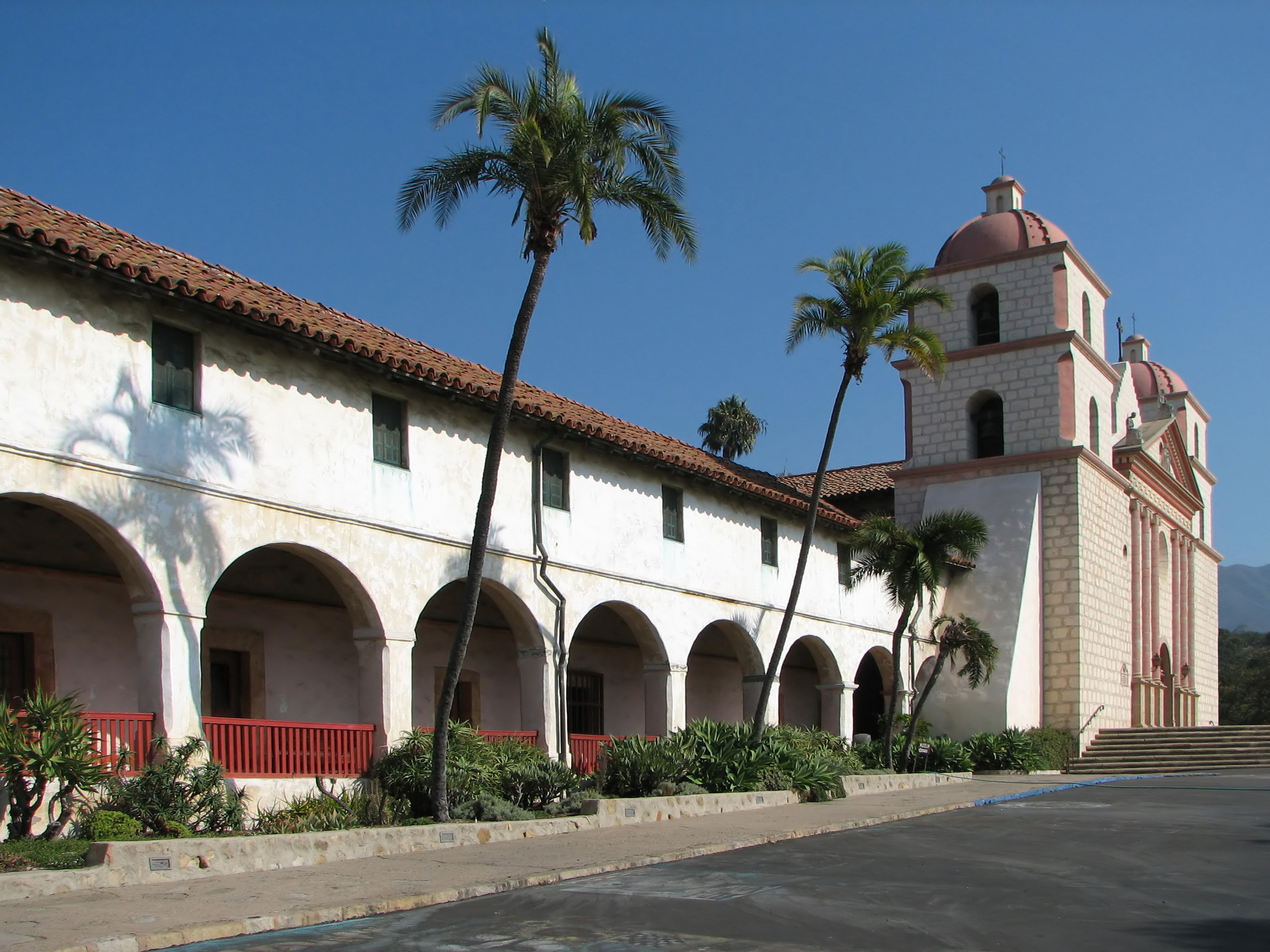
De Santa Barbara-missie.

De architectuur van de Californische missies werd door meerdere factoren beïnvloed, waaronder de beperkte beschikbare bouwmaterialen, een gebrek aan opgeleide arbeiders en de wens van Spaanse priesters om de barokke architectuur van hun moederland te evenaren. Hoewel er veel diversiteit is in de bouwstijlen van de missies, maken ze allemaal gebruik van hetzelfde patroon.
In de late 19e eeuw was er een heropleving van de bouwstijl van de missies, bekend als Mission Revival. Vanaf 1915 ging die stijlperiode over in de bredere Spanish Colonial Revival-architectuur. In het zuidwesten van de VS blijven deze stijlen populair.

## Locatie en ontwerp

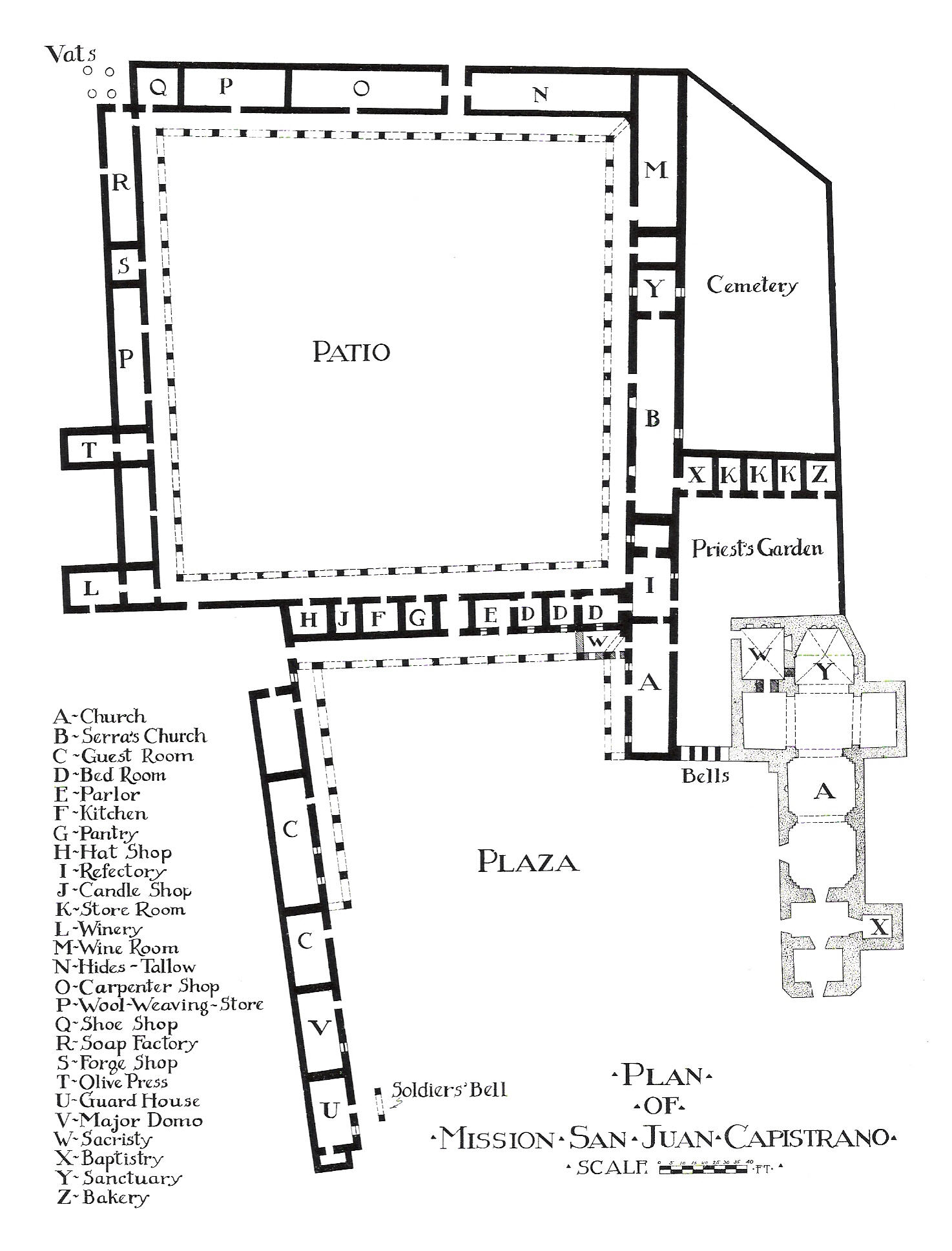
Grondplan van de San Juan Capistrano-missie in Zuid-Californië.

Alhoewel men de missieposten slechts als tijdelijke ondernemingen zag, was de ontwikkeling van zo'n individuele nederzetting zeker geen kwestie van de persoonlijke voorkeuren of wensen van een enkele priester. Voor de oprichting van de missie bestonden er oude regels en procedures en er gingen vaak maanden van administratieve voorbereiding en jaren van correspondentie aan vooraf. Eenmaal de toestemming er was om een missie in een zeker gebied op te richten, werden er mensen aangewezen die een specifieke locatie moesten uitzoeken. Belangrijk was dat er een goede watervoorziening was, een grote voorraad hout en veel velden om er vee te laten grazen en om er gewassen te verbouwen. Wanneer men zo'n locatie gevonden had, wijdden de broeders de plaats en begon men met de hulp van het leger aan de bouw van een tijdelijk onderdak. Die simpele hutten zouden uiteindelijk vervangen worden door gebouwen van steen en adobe in de typische missiestijl.
De eerste prioriteit bij de oprichting van een nederzetting was de locatie en bouw van de kerk. De meeste missiekerken liggen ongeveer op een oost-westas om maximaal gebruik te maken van het zonlicht om de binnenkant van de kerk te verlichten. Eenmaal beslist was waar de kerk zou komen, werd de rest van het bouwcomplex daarrond uitgetekend. Vaak werd ervoor gekozen om de vertrekken van de priester, de refter, het klooster, de werkplaatsen, de keukens, de opslagruimtes en de vertrekken van de soldaten en de knechten te groeperen rond een ommuurde binnenplaats of patio. Die was meestal vierkantig, maar zelden een perfect vierkant, omdat de broeders over geen landmeetkundige instrumenten beschikten. In de binnenplaats vonden religieuze vieringen en andere festiviteiten plaats, maar kon ook dienen als toevluchtsoord wanneer de missie aangevallen werd.
Er zijn een aantal vaste elementen in de structuur en bouwstijl van alle missieposten van Alta California:
- Grondplan op basis van een patio met een tuin of fontein;
- Massieve muren, pijlers en steunberen;
- Buitengangen met bogen;
- Gevels met afgeronde frontons;
- Klokkentorens met verschillende niveaus en met koepels en lantaarns; klokkengevels komen ook vaak voor;
- Lage, glooiende daken met dakpannen en overhangende dakranden;
- Grote, onversierde muren.